# Batalla de Bandiradley
La batalla de Bandiradley a Somàlia va començar el 23 de desembre de 2006, quan les forces de Puntlàndia i Etiòpia, juntament amb el líder de la facció Abdi Qeybdid, van lluitar contra militants de la Unió de Corts Islàmiques de Somàlia (UCI) que defensaven Bandiradley. Els combats van empènyer els islamistes fora de Bandiradley i per la frontera sud cap al districte d'Adado, regió de Galguduud, el 25 de desembre.
Es va lliurar a l'entorn de la ciutat de Bandiraley (ocupada per les Corts el 12 de novembre del 2006). Els islamites amenaçaven Galkacyo, ciutat compartida entre Puntland i Galmudug. Els etíops van enviar forces de terra i almenys vuit tancs. La batalla es va iniciar el 23 de desembre del 2006 quan els aliats van atacar els islamistes a Bandiradley; després de dos dies de lluita els milicians islamistes es van retirar cap al districte d'Adado, a la regió de Galguduud, el 25 de desembre.
L'UCI va abandonar les ciutats de Dhuusamareb i Abudwaq sense lluitar. Arran de la seva retirada d'Abudwaq, les milícies van establir punts de control i van començar a disparar les seves armes.